# Sesshōseki

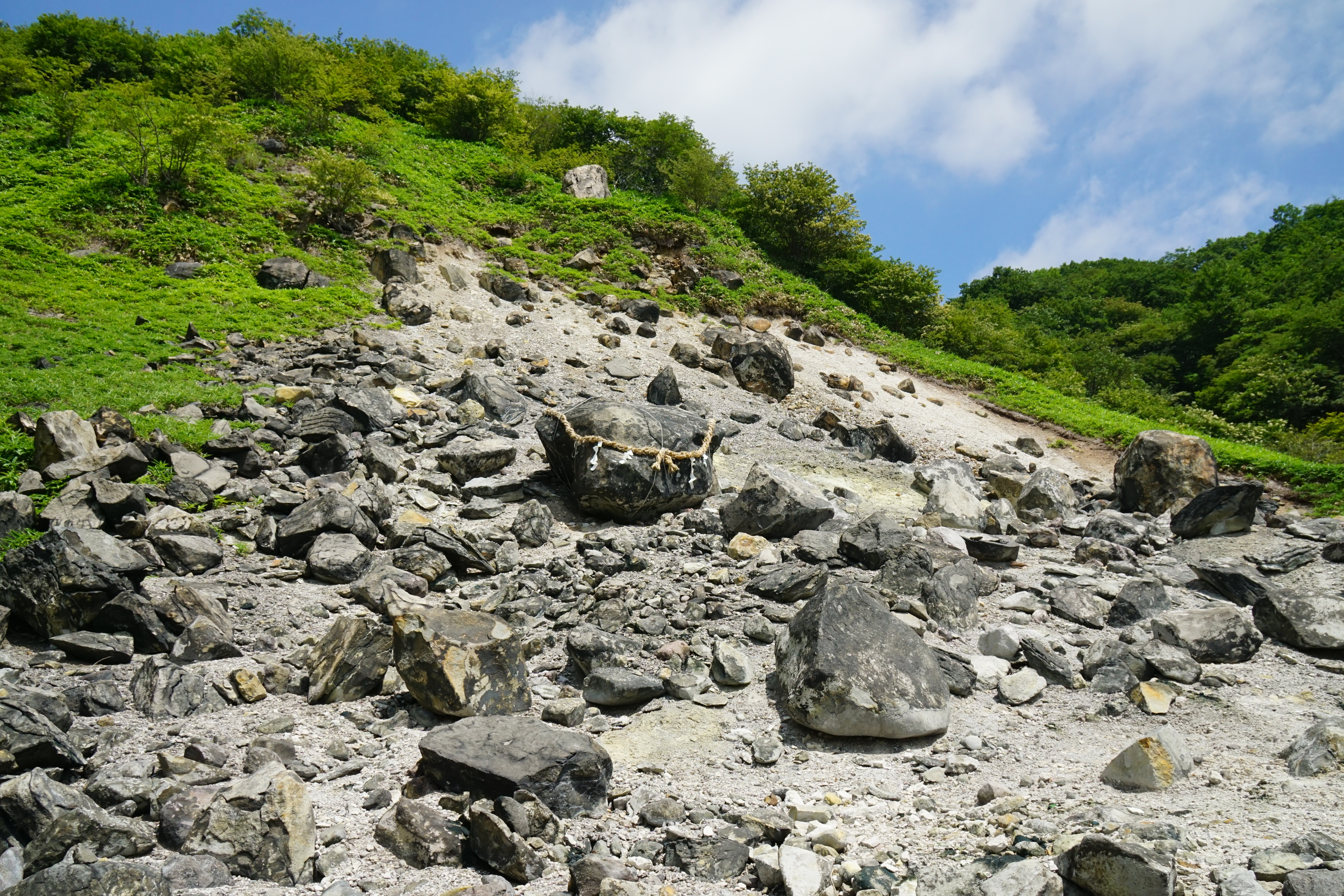
Sesshōseki mit Shimenawa

Sesshōseki (japanisch 殺生石) ist ein Lava-Felsen in der vulkanisch aktiven Umgebung von Nasu in der Präfektur Tochigi, in der Nähe der dort entspringenden heißen Quellen (Onsen). Da hier aufgrund vulkanischer Aktivitäten auch eruptive Gase (Schwefelwasserstoff und Schwefeldioxid) austreten, sind die Menschen überzeugt davon, dass es sich dabei um einen Felsen handelt, der alles Leben zerstört (生き物を殺す石, Ikimono o korosu ishi), das mit dem Felsen in Kontakt kommt. Diese Vorstellung gab dem Felsen auch seinen Namen Sesshō-Fels, wobei der Begriff Sesshō im Buddhismus die Zerstörung von Leben und damit eines der schlimmsten Vergehen bezeichnet.
Am 5. März 2022 wurde bekannt, dass der Stein, vermutlich durch Frostsprengung, eine Art der natürlichen Verwitterung, in zwei Teile zerbrochen ist.
In der ersten Aufgabe des Geographie-Abiturs 2025 in Baden-Württemberg zum Standort Japan wurde verlangt, eine mögliche Verwitterungsform am Beispiel der Sprengung des Sesshōsekis zu erklären.

## Überblick
Obgleich in ganz Japan weitere Beispiele solcher Felsen überliefert sind, die insbesondere, wenn sie als Sesshōseki bezeichnet werden, immer in vulkanisch aktiven Gebieten zu finden sind, so bezieht man sich mit der Bezeichnung üblicherweise auf den Felsen in Nasu. Das Gebiet um den Sesshō-Felsen gilt als landschaftlich schöner Ort (名所, Meishō), der von Touristen besucht wird. Der Zugang wird lediglich dann begrenzt, wenn große Mengen gesundheitsschädlicher Gase austreten.
Der Sage nach handelt es sich bei dem Felsen um den verwandelten Körper der Tamamo no Mae, der legendären Fuchsfrau der japanischen Mythologie und Lieblingskonkubine des Toba-Tennō. Der Sage nach spukte Tamamo no Mae am Sesshō-Felsen, als der Mönch Gennō Shinshō (1329–1400) vorbeiging. Er sprach Beschwörungsformeln und bannte den Spuk.
Matsuo Bashō berichtet in seinem Reisetagebuch Auf schmalen Pfaden ins Hinterland von einem Besuch des Sesshōseki in Nasu. Der Fels ist zudem Thema in einer Erzählung Tamamo no Mae von Kido Okamoto, auf der ein Nō-Stück mit dem Titel Sesshōseki basiert, das Hiyoshi Saami zugeschrieben wird.

## Galerie

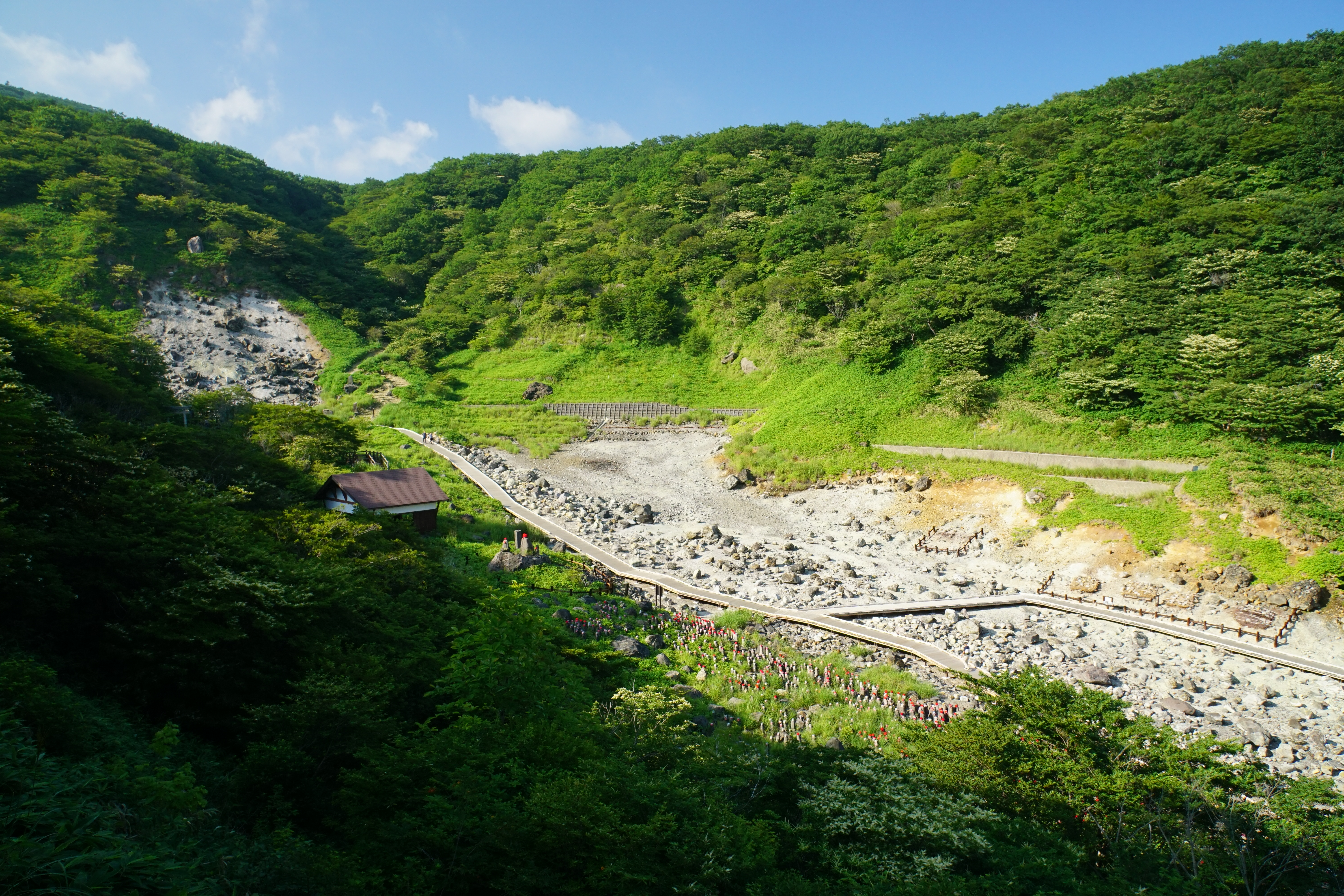
Sesshōseki in Nasu
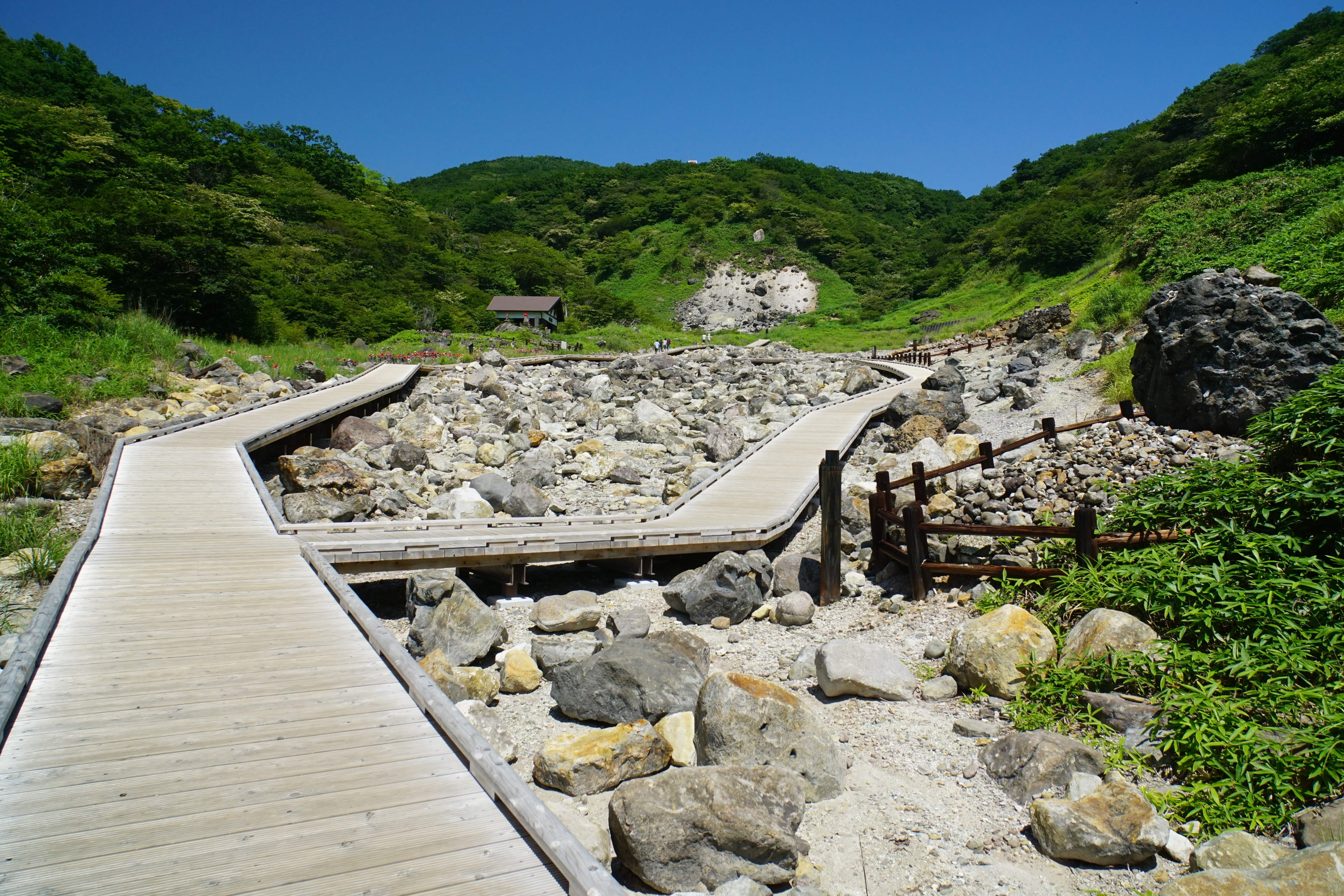
Geradezu der Sesshōseki, nach rechts ein weiterer Fels mit der Bezeichnung Mekurahebi-seki (etwa Blindschlangen-Stein)
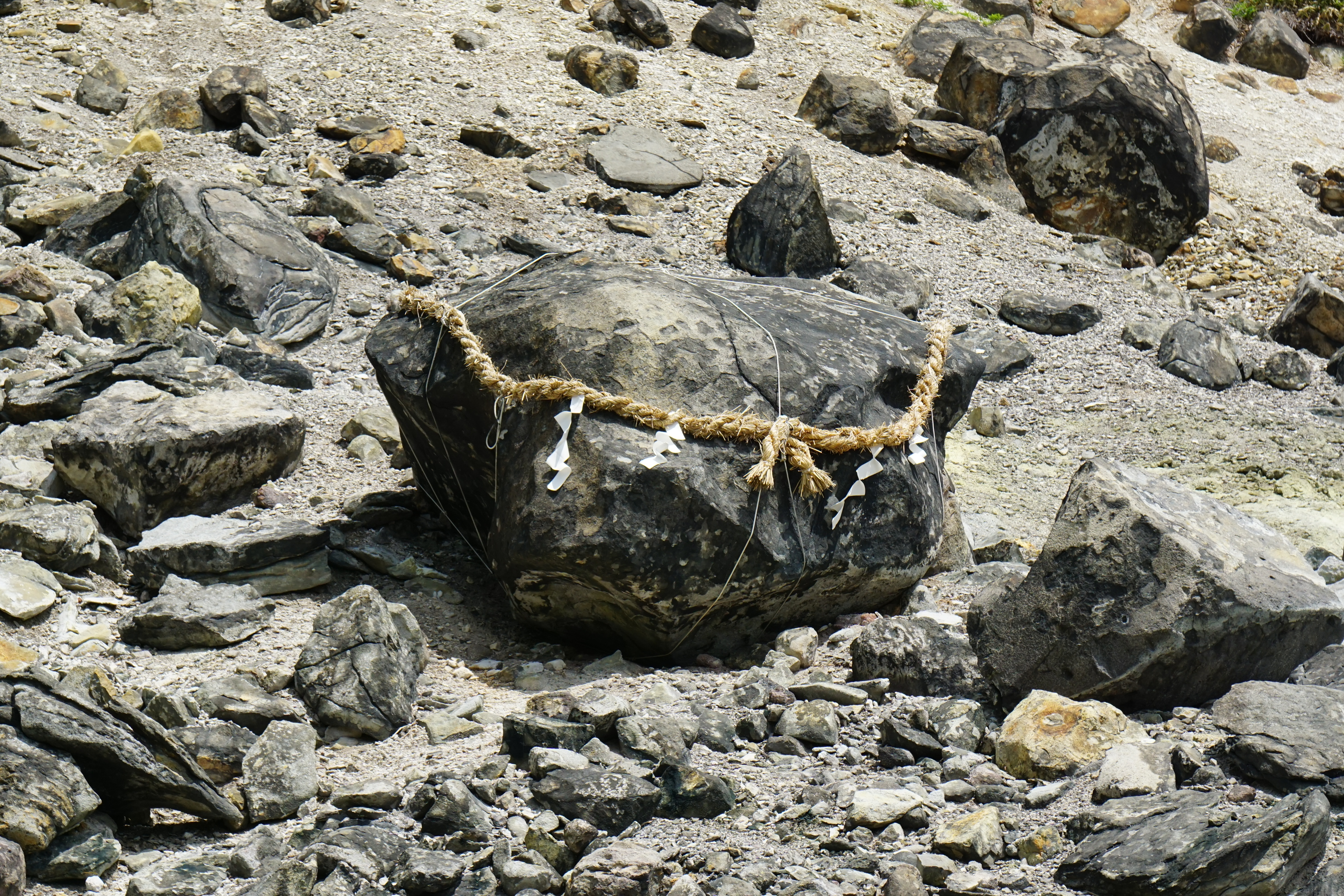
Sesshōseki
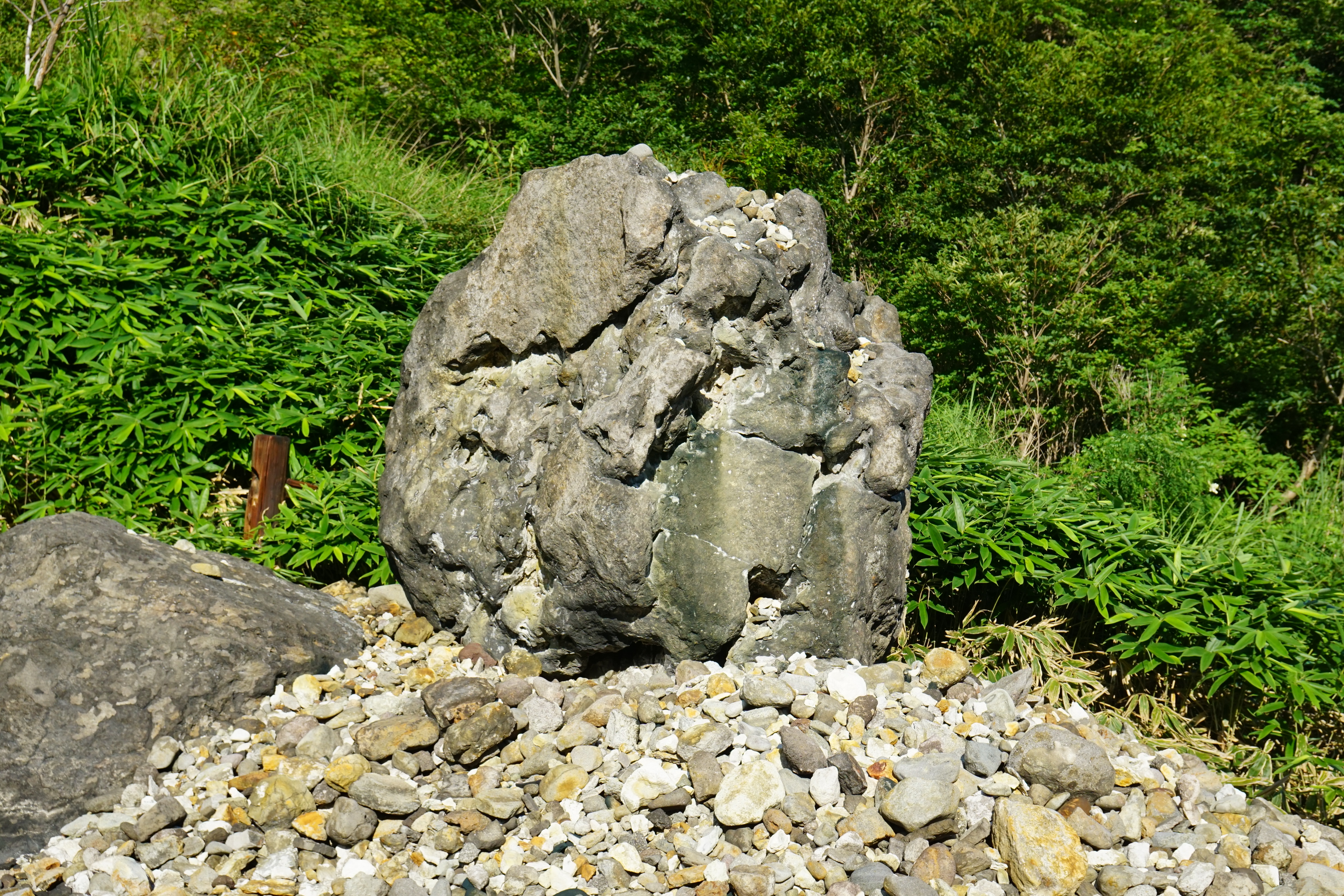
Mekurahebi-seki
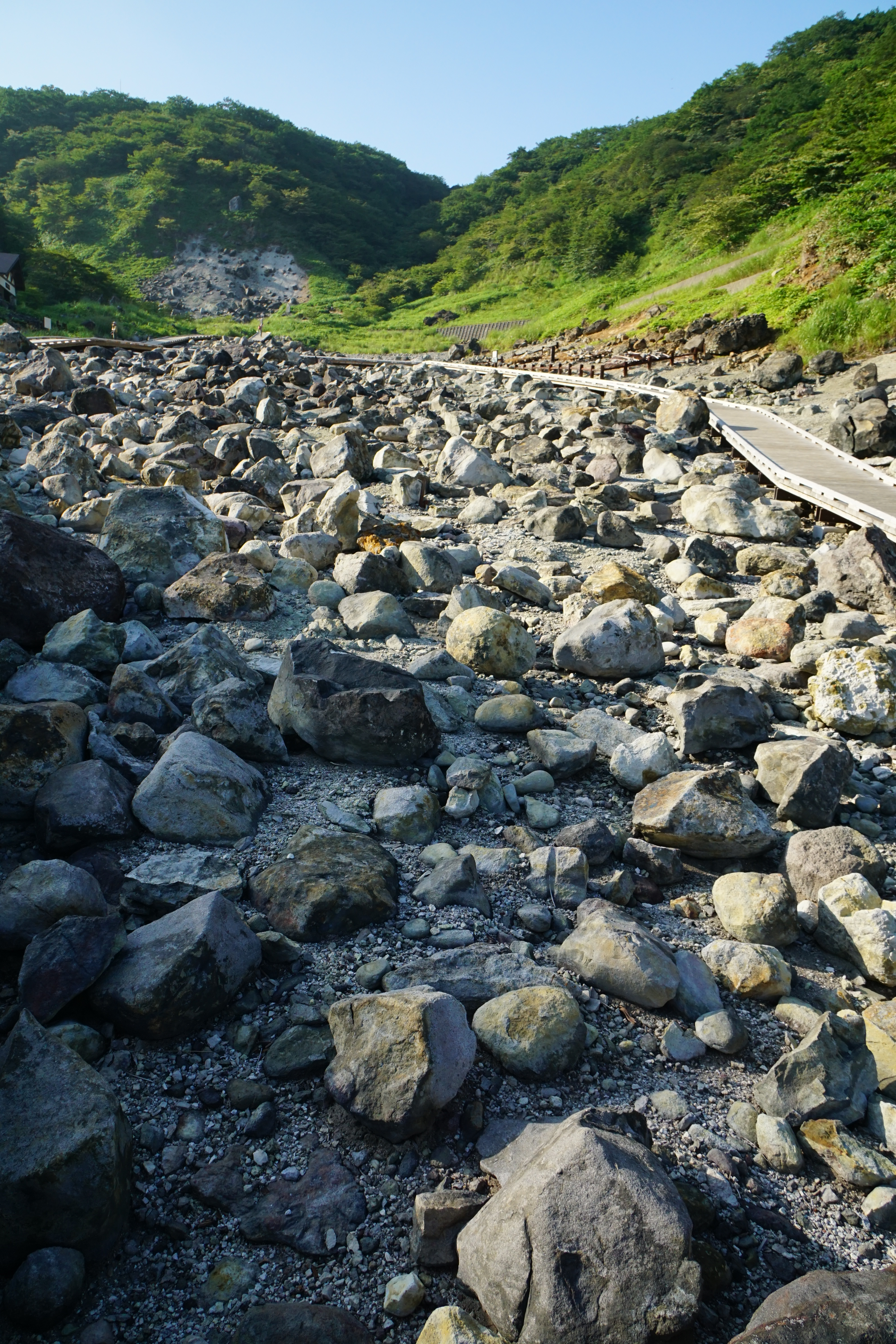
Sai no kawara[Anm. 1]
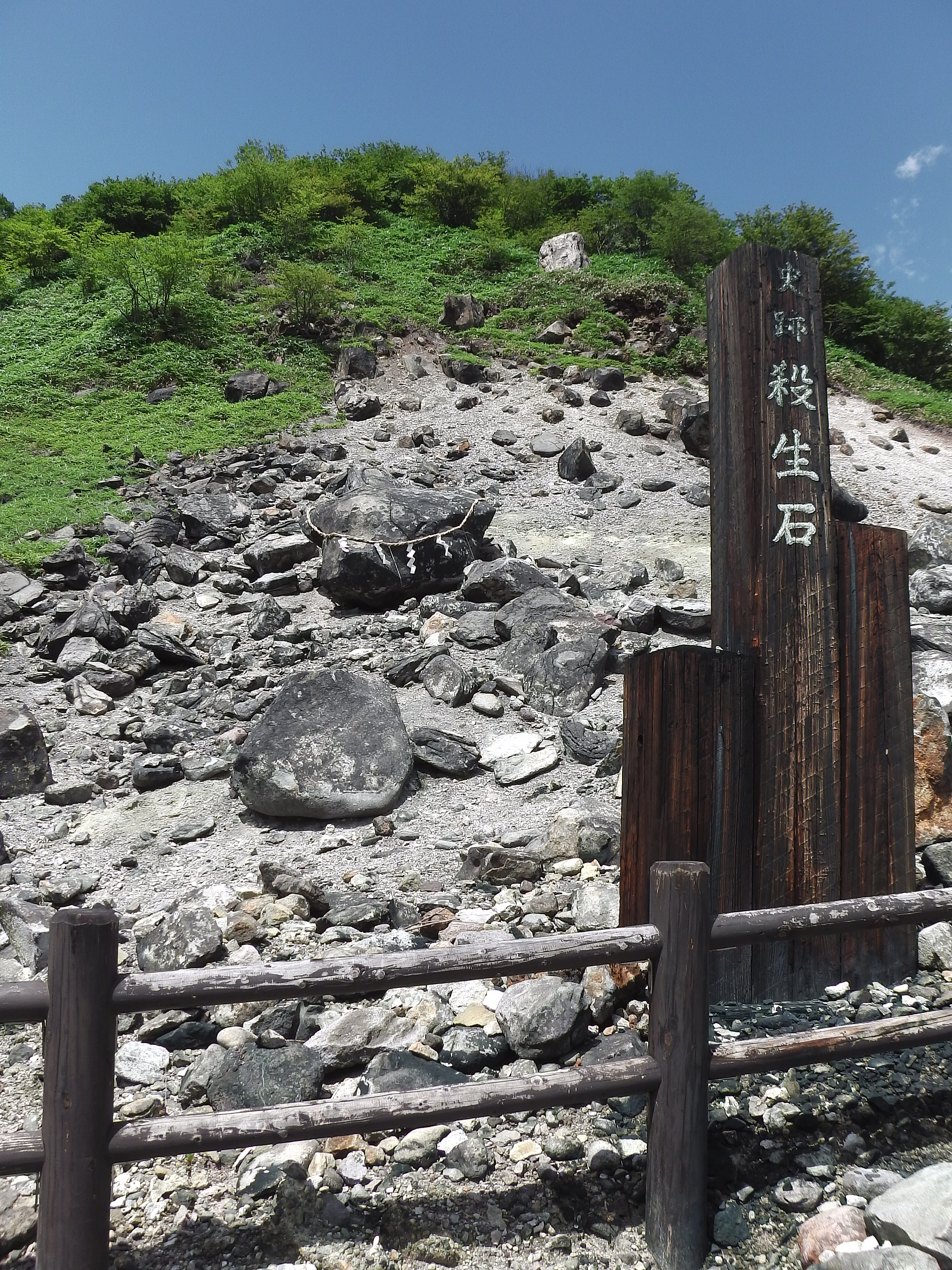
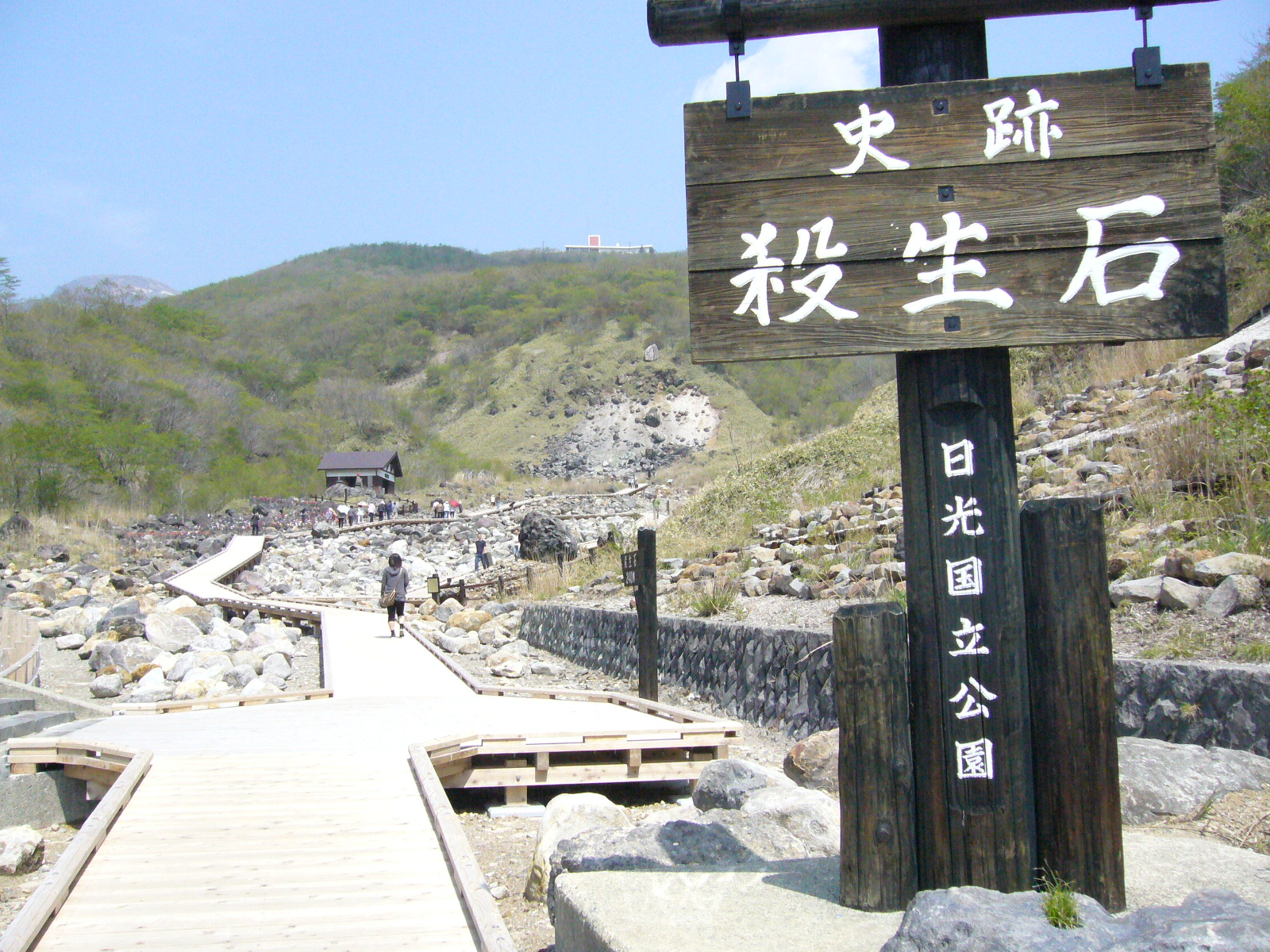
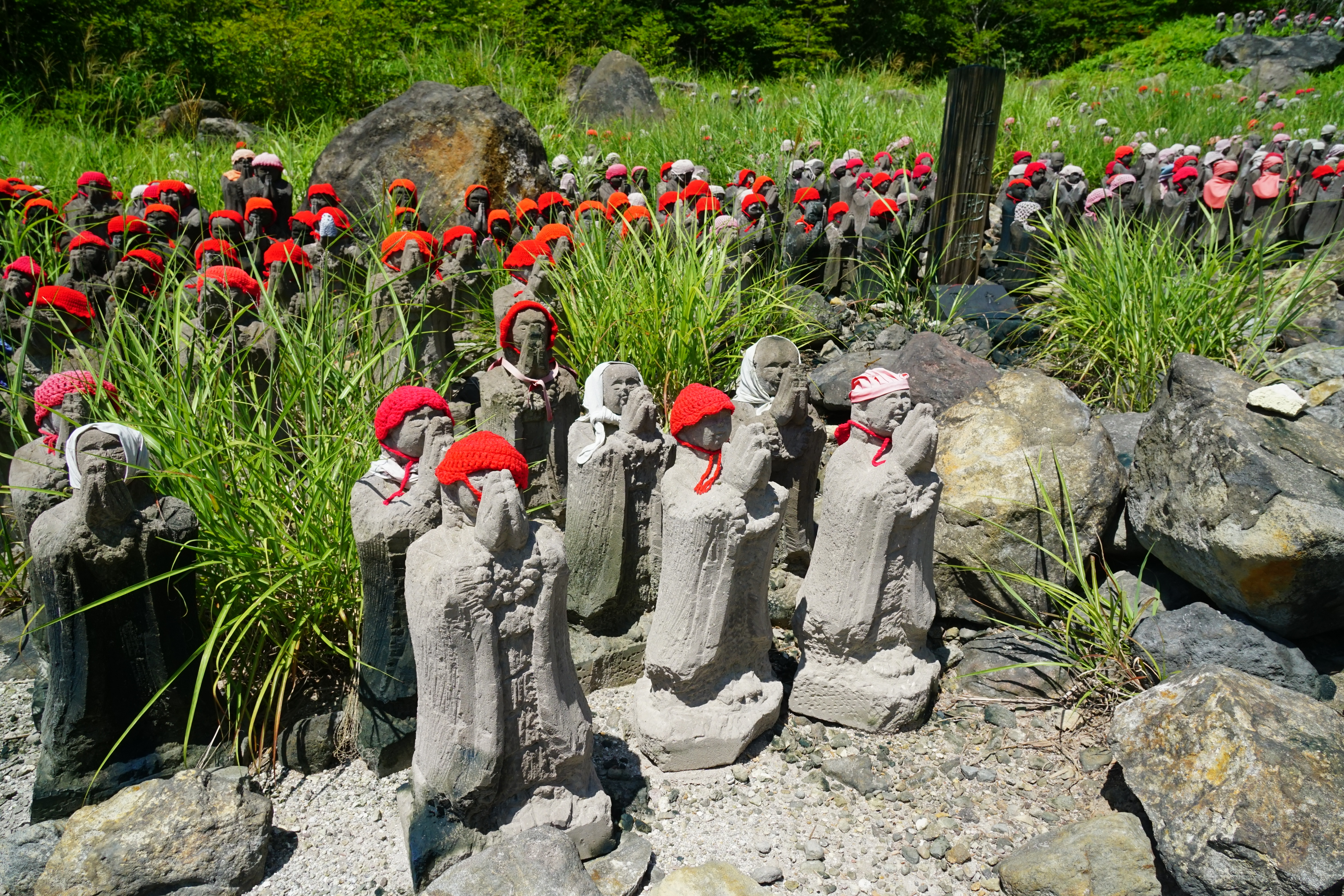
Sentai jizō (千体地蔵, 1000 Jizō)
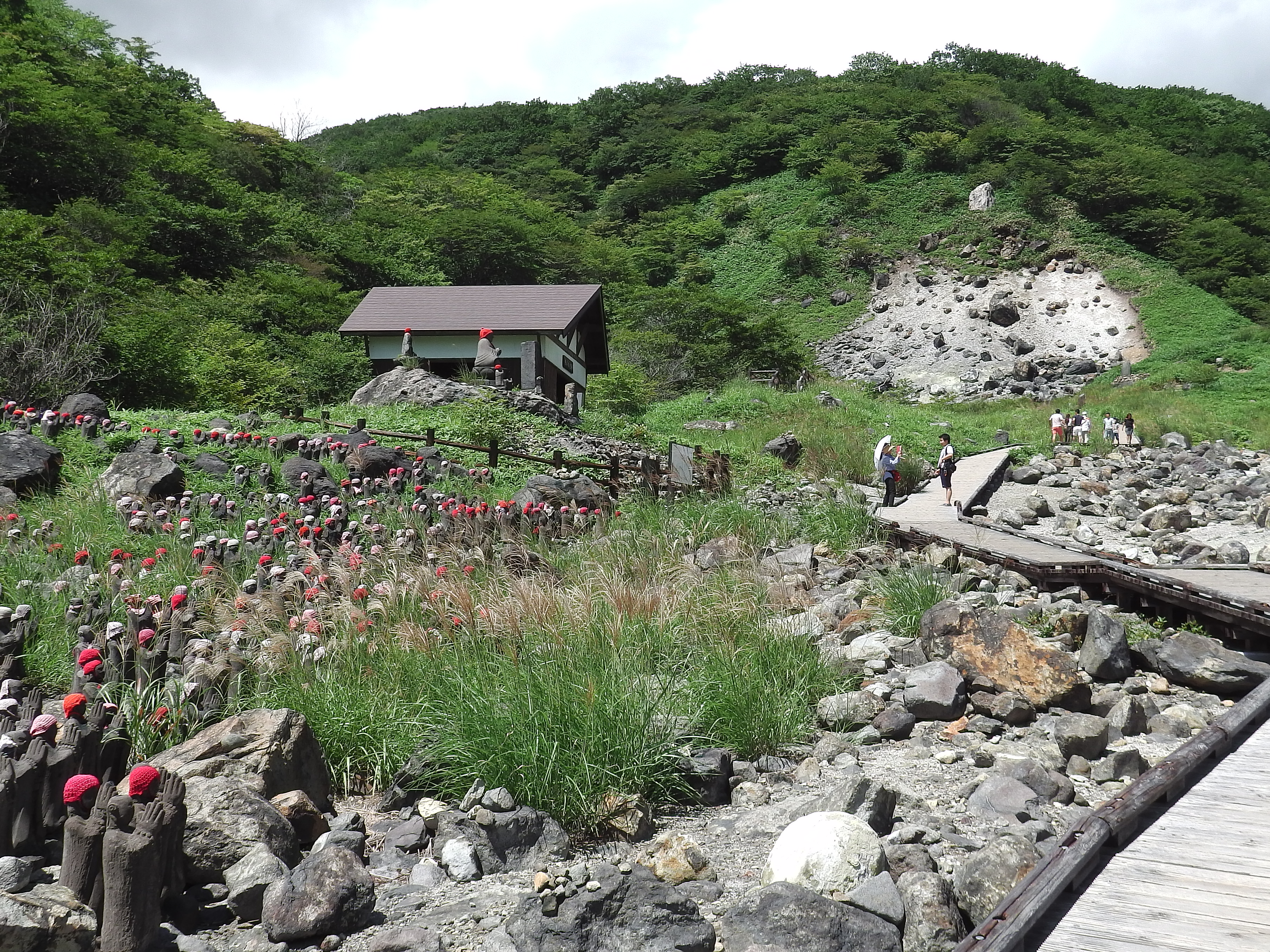
Sesshōseki und Sentai jizō
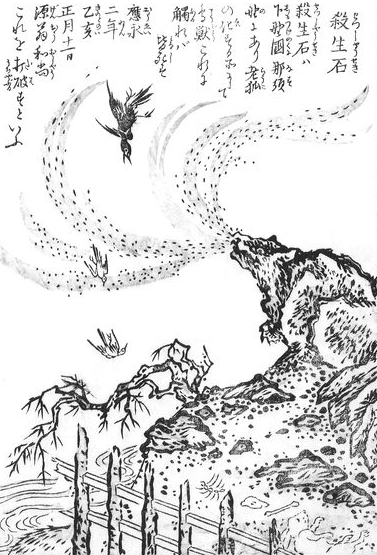
Sesshōseki aus Toriyama Sekiens Werk Konjaku Hyakki Shūi[Anm. 2]
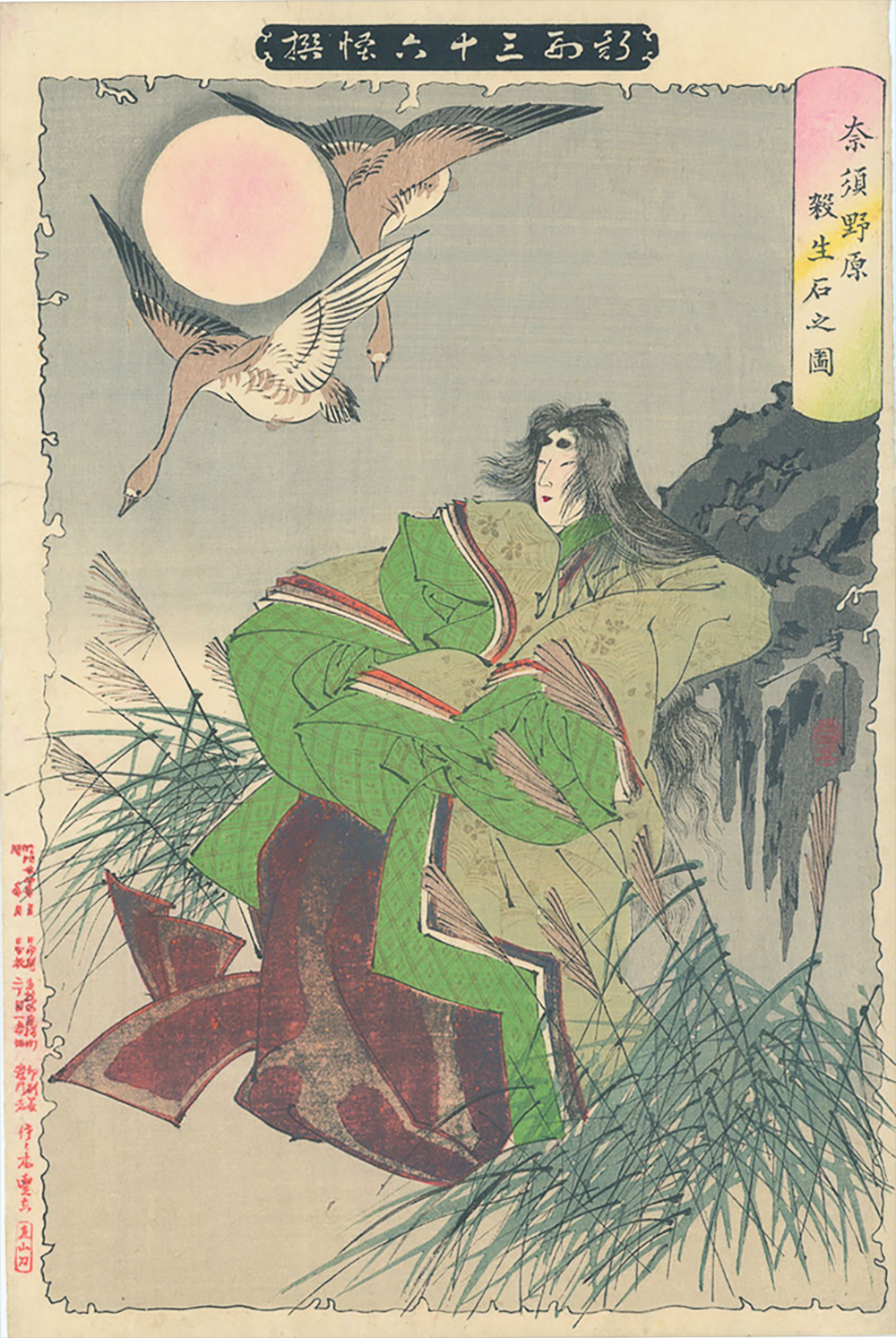
Farbholzschnitt des Sesshōseki in Nasu von Tsukioka Yoshitoshi